# Elecciones federales de México de 2021 en Baja California
Las elecciones federales en Baja California de 2021 se llevarán a cabo el domingo 6 de junio de ese año, renovándose los titulares de los siguientes cargos de elección popular del estado mexicano de Baja California:
- Diputados Federales de Baja California: 8 Electos por mayoría relativa elegidos en cada uno de los Distritos electorales, mientras otros son elegidos mediante representación proporcional.

## Coaliciones
En Baja California, se formalizó la coalición "Va por México", representada por los partidos Acción Nacional, Revolucionario Institucional y de la Revolución Democrática en los 8 distritos federales del estado. Al PAN le correspondieron los distritos I, II y V; al PRI los distritos III, IV y VII; y al PRD los distritos VI y VIII.
Por su parte, la alianza "Juntos Hacemos Historia", se repartirá 4 distritos para Morena (I y VII); el PT el distrito III; y el Verde, el distrito VIII.

## Precandidatos

### Juntos Hacemos Historia
Entre los precandidatos registrados al distrito 1 se encuentran: Bertha Alicia Moreno, Enrique Sánchez de León, Rafael Figueroa Sánchez, José Ramón López Hernández, Salvador Minor Mora (diputado federal propietario en ese entonces) y Yenni Olua. Para el distrito 2: Julieta Ramírez. El distrito 3 quedó reservado para el Partido del Trabajo, del cual es actual diputado Armando Reyes Ledesma, quien dijo que buscará la reelección. En el distrito 4 se registraron: Alfonso Hernández Mitre, Omar Mariscal Omaña, Irma Socorro Andazola (actual diputada federal), Alma Arellano. 
En el distrito 5 se registraron: Rogelia “Eugenia” Arzola, Óscar Montes de Oca, Josué Octavio Gutiérrez, Mario Ismael Moreno Gil (diputado federal), Érick Moreno, Héctor Mares Cossío; para el 6: Magaly Ronquillo Palacios, Roberto Cañedo, Jesús Medina Crespo, Ricardo Valdez, Javier Julián Castañeda Pomposo (diputado federal con licencia), Erik “El Terrible” Morales (diputado federal); para el 7: Rocío Adame, Teo Araiza e Isaías Bertín Sandoval (secretario técnico de la Mesa de Seguridad en el estado).  El distrito 8 quedó designado para el Partido Verde.
De acuerdo a los dirigentes de los partidos la alianza se estableció solo en dos distritos, el III y el VIII, designados para el PT y el Verde, respectivamente. Posteriormente, se aumentó a cuatro distritos electorales, el  I y el VII.

### Va por México
El PRD fue el primero en anunciar a los precandidatos, registrándose Mayra Robles y Araceli Campos, para el distrito 8.

## Candidatos

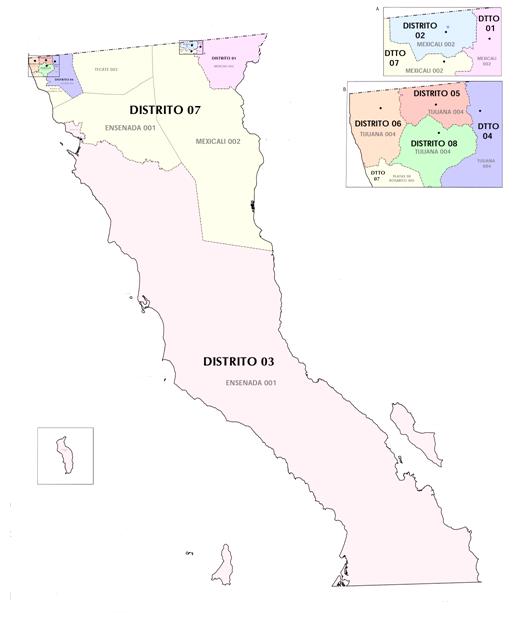
División de los distritos electorales federales en Baja California

### Distrito II (Mexicali)
|  | 22.10 % |

|  | 6.33 % |

|  | 1.00 % |

|  | 1.24 % |

|  | 1.85 % |

|  | 5.48 % |

|  | 39.93 % |

|  | 15.18 % |

|  | 1.55 % |

|  | 1.73 % |

|  | 96.44 % |

|  | 3.45 % |

|  | 41.65 % |

### Distrito VIII (Tijuana)
(R) = Reelección

## Resultados
| Partido                               | Partido                               | Partido                               | Votos     | Porcentaje | Escaños          |
| Partido                               | Partido                               | Partido                               | Votos     | Porcentaje | Mayoría relativa |
| ------------------------------------- | ------------------------------------- | ------------------------------------- | --------- | ---------- | ---------------- |
|                                       |                                       | Movimiento Regeneración Nacional      | 497,097   | 44.31%     | 6/8              |
|                                       |                                       | Partido Acción Nacional               | 164,319   | 14.61%     | 0/8              |
|                                       |                                       | Partido Encuentro Solidario           | 180,263   | 16.03%     | 0/8              |
|                                       |                                       | Partido Revolucionario Institucional  | 64,470    | 5.72%      | 0/8              |
|                                       |                                       | Movimiento Ciudadano                  | 52,050    | 4.63%      | 0/8              |
|                                       |                                       | Fuerza por México                     | 36,741    | 3.28%      | 0/8              |
|                                       |                                       | Partido del Trabajo                   | 28,164    | 2.51%      | 1/8              |
|                                       |                                       | Partido Verde Ecologista de México    | 27,471    | 2.45%      | 1/8              |
|                                       |                                       | Redes Sociales Progresistas           | 18,272    | 1.63%      | 0/8              |
|                                       |                                       | Partido de la Revolución Democrática  | 16,341    | 1.45%      | 0/8              |
| Votos nulos/Candidatos no registrados | Votos nulos/Candidatos no registrados | Votos nulos/Candidatos no registrados | 37,987    | 3.38       |                  |
| Total                                 | Total                                 | Total                                 | 1,123,175 | 100%       | 8                |
| Instituto Nacional Electoral          |                                       |                                       |           |            |                  |